# 温如侯街案
温如侯街案（越南语：Vụ án phố Ôn Như Hầu）是1946年7月发生在河内的一起案件。越南北部警察局调查收集了大量证据，包括武器、尸体和越南国民党总部的刑讯室，证明该组织正在策划政变推翻政府。越南民主共和国此后成立了温如侯街7号特案，以揭穿此阴谋。
不过，越南国民党和一些西方历史学家认为，越盟在这次事件中使用了伪造情况来消灭越南国民党。据这些人说，越南国民党确实组织了绑架和暗杀，但他们并没有像北部警察局发现的那样，将尸体埋在总部。

## 历史
根据当时越南人民警察的调查结果和解释，这次政变计划于1946年7月14日实施，计划是由越南国民党（简称“越国党”）和越国会中的大越国民党领导的、且有法国殖民主义者从中协调。更具体地说，越国党和越革的计划是庆祝法国国庆日（7月14日），届时法国军队将在河内一些主要街道上阅兵，越国党党员将向法国军队投掷手榴弹，从而为法国方面攻击和包围中央机构、逮捕领导人和政府官员、推翻越南民主共和国政府创造借口，届时越国党将宣布政变，组建新政府。
由于警方的调查取证，很快就发现了越国党和越革的阴谋。 1946年7月12日，人民警察部队搜查了杜威诺街（今裴氏春街）132号的国民党秘密总部。同日，警方袭击了河内其他一系列国民党设施，包括温如侯街（今河内市阮嘉韶街）7号房。继河内之后，人民警察部队在海防和北部其他一些省份搜查了越国党和越革的设施。在搜查越国党和越革总部期间，警方查获了许多武器、传单、文件、假钞、刑具……此案的破获具有重大意义，有助于巩固新生的越南民主共和国政权，从而为抗击1946年至1954年法国殖民主义者的再次入侵做好准备。